# Jrue Holiday
Jrue Randall Holiday (Chatsworth, 12 giugno 1990) è un cestista statunitense, playmaker dei Portland T. Blazers e della Nazionale statunitense.
Considerato da molti come uno dei migliori difensori della NBA, è stato inserito 6 volte nell'NBA All-Defensive Team. Convocato all'NBA All Star Game nel 2013 e nel 2023, è considerato uno dei giocatori chiave nella vittoria del titolo 2021 dei Bucks. Giocatore che si contraddistingue per sportività e spirito di squadra, è stato insignito dei premi di NBA Sportsmanship Award nel 2020 e NBA Teammate of the Year nel 2021.

## Biografia
È il fratello di Justin e Aaron Holiday, a loro volta cestisti.
È sposato con Lauren Cheney, che militava  nella nazionale di calcio femminile degli USA, conosciuta quando frequentavano l'università: durante la prima gravidanza viene diagnosticato a Lauren Cheney un tumore al cervello e, per stare vicino alla moglie, il campione nel 2016 abbandona momentaneamente lo sport.
Nel 2020 ha donato parte del suo stipendio in beneficenza a favore delle imprese della comunità afroamericana in crisi economica.

## Caratteristiche tecniche
Holiday è un playmaker abile a difendere, a prevedere gli avversari, ma anche in attacco, come tiratore, negli assist e con una buona visione di gioco. Nel corso dei playoff che hanno portato la vittoria dell'anello ai Milwaukee Bucks nel 2021 ha saputo orchestrare l'attacco con molti assist in assenza di Antetokounmpo nelle finali di conference, per poi fornire un'attenta fase difensiva in finale contro i Phoenix Suns.

## Carriera

### High school
Ha frequentato la Campbell Hall School di Studio City, in California, e nel 2008 è stato classificato come una delle migliori reclute per i college della nazione; al 2º posto da Rivals.com e al 4º da Scout.com. Ha giocato a basket per tutti e quattro gli anni del liceo, e nel 2008 è stato nominato Gatorade Player of The Year con 25,9 punti, 11,2 rimbalzi e 6,9 assist a partita portando Campbell Hall a vincere la Californian Division IV con un record di 31-5. Sempre nel 2008 viene selezionato per il McDonald All-American Team, con cui realizza 14 punti, 5 rimbalzi, 3 assist e 5 palle rubate contro il West Team.

### College

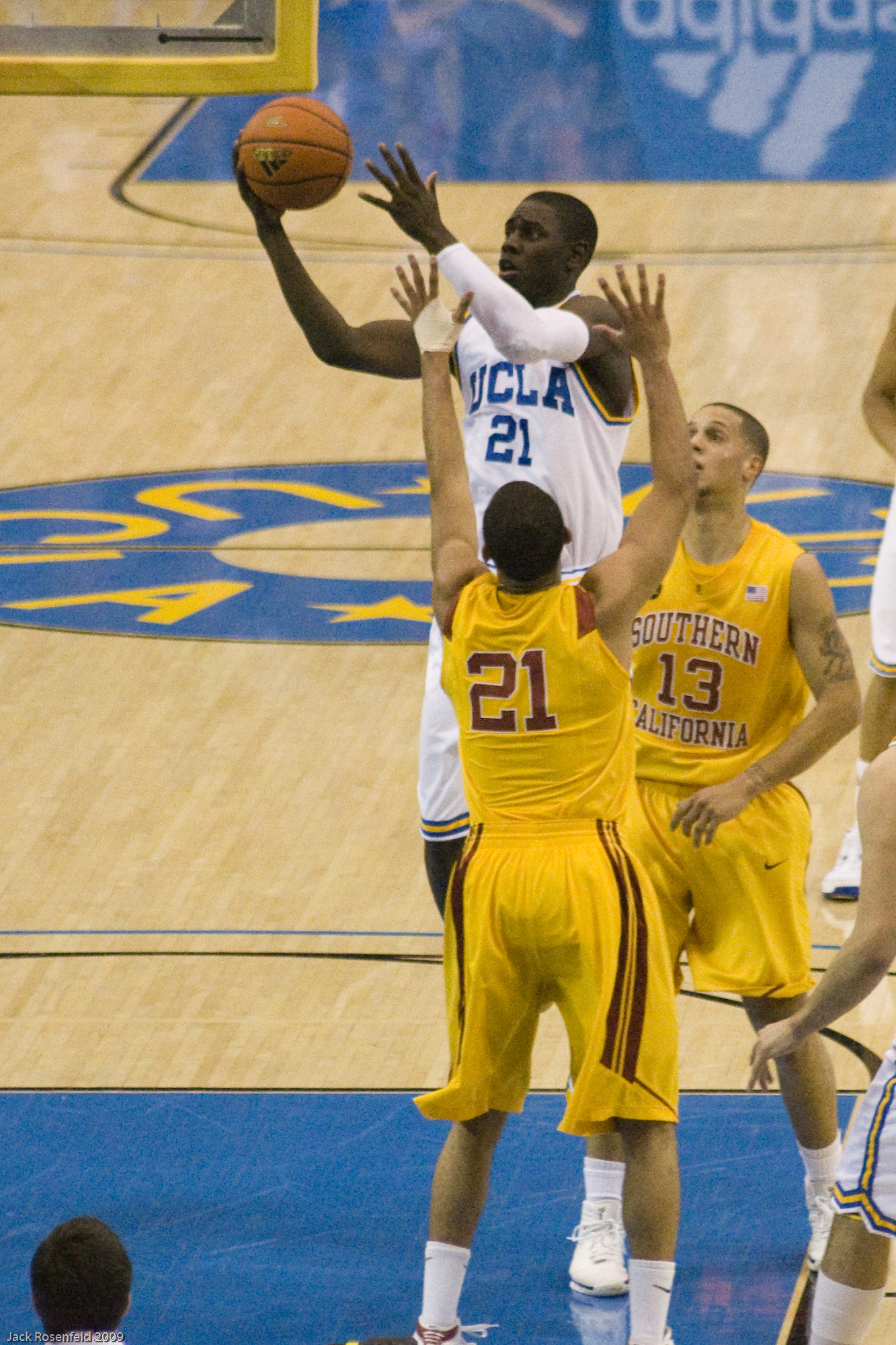
Jrue Holiday in maglia UCLA prima dell'approdo in NBA

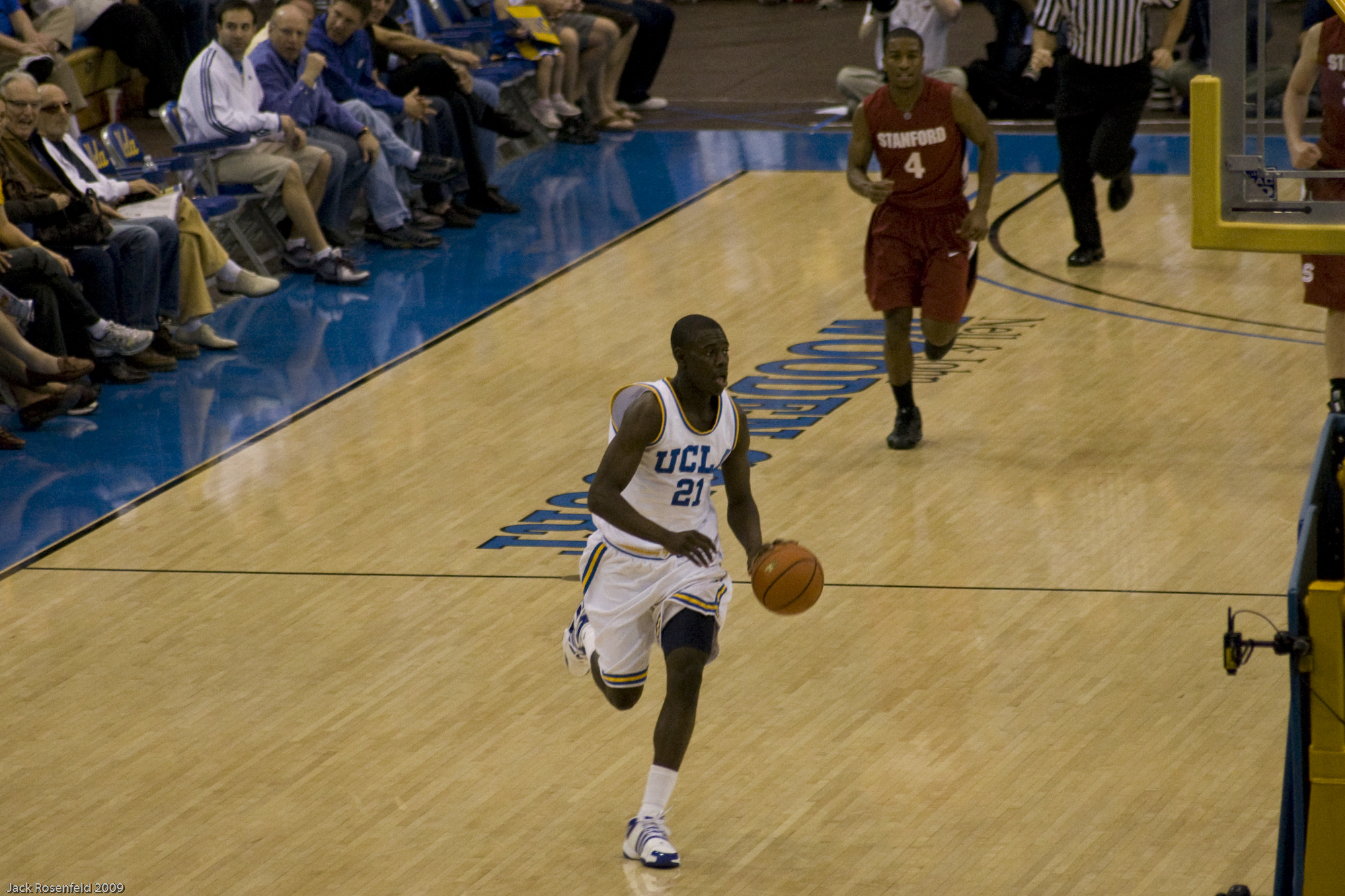
Jrue Holiday con la casacca dei Bruins

Nel luglio 2007 inizia a giocare per gli UCLA Bruins. Nella sua partita d'esordio, il 4 dicembre 2008, realizza 11 punti. Al college inizialmente giocava come play maker, per poi diventare anche una guardia tiratrice.
Chiude la carriera collegiale giocando 35 incontri, tutte da titolare, con una media a partita di 8,5 punti, 3,8 rimbalzi, 3,7 assist e 1,6 palle rubate in 27,1 minuti.

### NBA

#### Philadelphia 76ers (2009-2013)

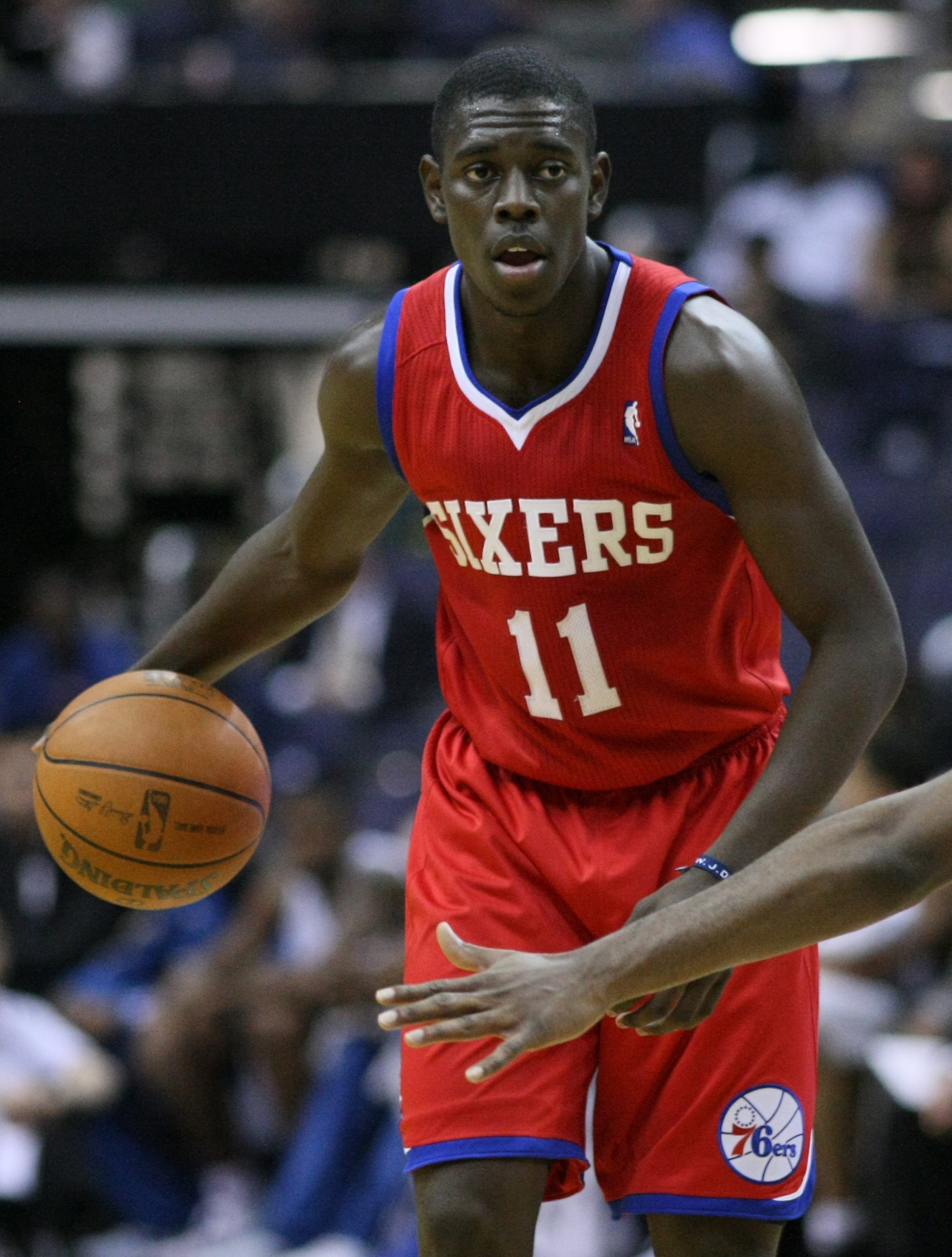
Jrue Holiday con la casacca dei Sixers

Holiday viene scelto dai Philadelphia 76ers come diciassettesima scelta assoluta del Draft NBA 2009. Diventa titolare nel marzo 2010, quando sostituisce Lou Williams infortunato, e da quel momento non perde più il suo posto. Il 3 aprile 2010 contro i Toronto Raptors realizza la miglior prestazione personale, con 25 punti, 7 assist e 2 palle recuperate.
Il 5 novembre 2010 migliora il suo record di punti, realizzandone 29 contro i Cleveland Cavaliers. Realizza la sua prima tripla doppia il 2 febbraio 2011 contro i New Jersey Nets, mettendo a referto 11 punti, 10 rimbalzi e 10 assist.
Per la prima volta nella sua carriera professionistica tocca quota 30 punti il 17 marzo 2012 nella partita persa contro i Chicago Bulls; si ripete il 25 novembre 2012 realizzando 33 punti contro i Phoenix Suns, mentre il 26 gennaio 2013 tocca quota 35 punti contro i New York Knicks, facendo registrare il suo massimo in carriera. Viene scelto come riserva della Eastern Conference per l'All Star Game 2013, tenutosi a Houston, e in 15 minuti di utilizzo mette a referto 6 punti.

#### New Orleans Pelicans (2013-2020)

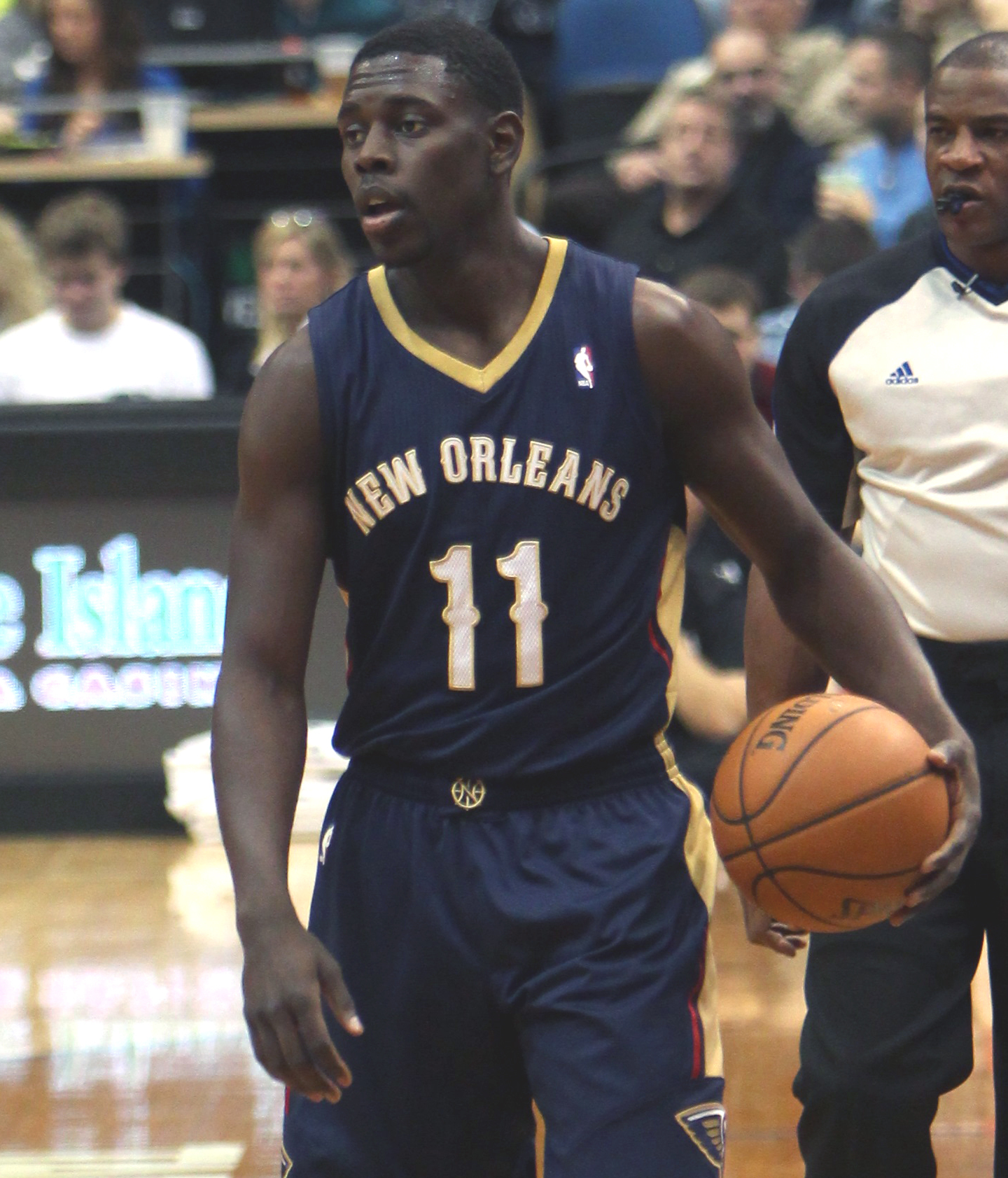
Holiday nel periodo a New Orleans

Il 12 luglio 2013, Holiday passa ai New Orleans Pelicans insieme a Pierre Jackson in cambio di Nerlens Noel e di una scelta al primo giro nel draft 2014.
Il 5 gennaio 2015, contro i Washington Wizards, raggiunge i 5.000 punti in carriera. Il 18 febbraio, si infortunia per tre settimane dopo aver aggravato una gamba destra già malconcia. Torna in campo più tardi del previsto, dopo aver saltato 41 partite.
Dopo sette stagioni a New Orleans, Holiday decide di non rinnovare il contratto con la squadra.

#### Milwaukee Bucks (2020-2023)

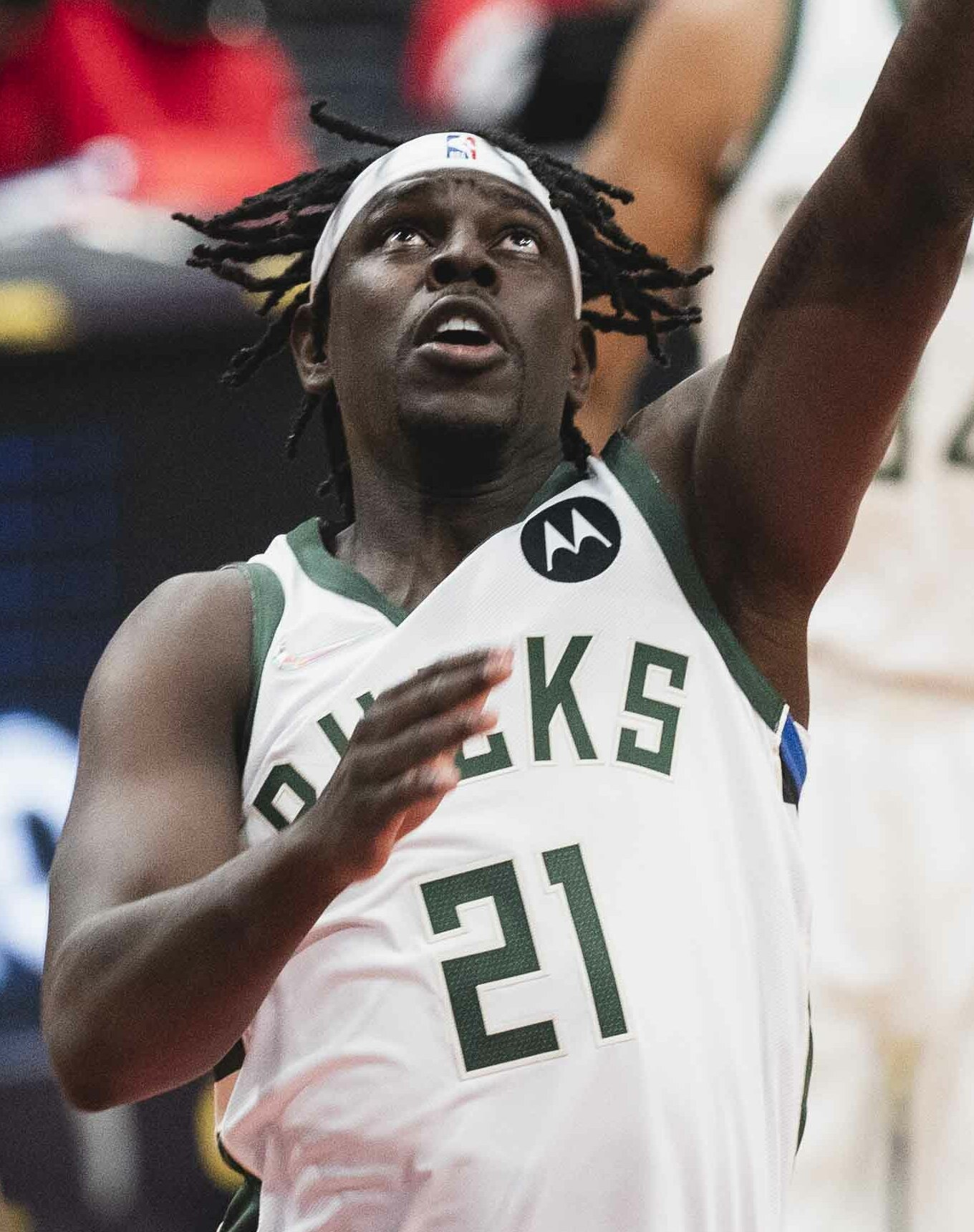
Holiday con i Milwaukee Bucks nel 2021

All'inizio della free agency del 2020, passa ai Milwaukee Bucks in cambio di Eric Bledsoe, George Hill e tre scelte future al primo giro, andando a rinforzare la compagine del Wisconsin, che già poteva contare sul due volte MVP Giannīs Antetokounmpo e sull'All-Star Khris Middleton.
Il 4 aprile 2021 firma un'estensione di contratto per altri quattro anni coi Milwaukee Bucks. Durante i playoffs, i Bucks eliminano i Miami Heat per 4-0 al primo turno e i Brooklyn Nets di Durant, Harden e Irving per 4-3 alle semifinali. La finale di conference contro gli Atlanta Hawks si rivela più complicata del previsto, ma i Bucks vincono la serie per 4-2 e vengono incoronati campioni della Eastern Conference per la prima volta dal 1974.
Nella serie finale contro i Phoenix Suns vincono le prime due gare, ma i Bucks rimontano e si aggiudicano la serie per 4-2, vincendo il loro secondo titolo NBA e il primo per Holiday.
2023 Boston Celtics
Nel 2023 i bucks decidono di coinvolgere il giocatore in una trade per arrivare a Lilliard ,nel giro Holiday finisce al Boston Celtics .
Anche grazie al suo decisivo apporto i Celtics ritornano a vincere l'anello NBA 

## Statistiche
| † | Denota le stagioni in cui ha vinto il titolo |

### NCAA
| Anno      | Squadra     | PG | PT | MP   | TC%  | 3P%  | TL%  | RP  | AP  | PRP | SP  | PP  |
| --------- | ----------- | -- | -- | ---- | ---- | ---- | ---- | --- | --- | --- | --- | --- |
| 2008-2009 | UCLA Bruins | 35 | 35 | 27,1 | 45,0 | 30,7 | 72,6 | 3,8 | 3,7 | 1,6 | 0,5 | 8,5 |
| Carriera  | Carriera    | 35 | 35 | 27,1 | 45,0 | 30,7 | 72,6 | 3,8 | 3,7 | 1,6 | 0,5 | 8,5 |

#### Massimi in carriera
- Massimo di punti: 20 vs Florida International (29 novembre 2008)[17]
- Massimo di rimbalzi: 10 vs Louisiana Tech (28 dicembre 2008)
- Massimo di assist: 7 (3 volte)
- Massimo di palle rubate: 6 vs California State-Northridge (7 dicembre 2008)
- Massimo di stoppate: 3 vs Oregon State (5 marzo 2009)
- Massimo di minuti giocati: 38 vs Virginia Commonwealth (19 marzo 2009)

### NBA

#### Regular Season
| Anno       | Squadra            | PG    | PT  | MP   | TC%  | 3P%  | TL%  | RP  | AP  | PRP | SP  | PP   |
| ---------- | ------------------ | ----- | --- | ---- | ---- | ---- | ---- | --- | --- | --- | --- | ---- |
| 2009-2010  | Philadelphia 76ers | 73    | 51  | 24,2 | 44,2 | 39,0 | 75,6 | 2,6 | 3,8 | 1,1 | 0,2 | 8,0  |
| 2010-2011  | Philadelphia 76ers | 82    | 82  | 35,4 | 44,6 | 36,5 | 82,3 | 4,0 | 6,5 | 1,5 | 0,4 | 14,0 |
| 2011-2012  | Philadelphia 76ers | 65    | 65  | 33,8 | 43,2 | 38,0 | 78,3 | 3,3 | 4,5 | 1,6 | 0,3 | 13,5 |
| 2012-2013  | Philadelphia 76ers | 78    | 78  | 37,5 | 43,1 | 36,8 | 75,2 | 4,2 | 8,0 | 1,6 | 0,4 | 17,7 |
| 2013-2014  | N.O. Pelicans      | 34    | 34  | 33,6 | 44,7 | 39,0 | 81,0 | 4,2 | 7,9 | 1,6 | 0,4 | 14,3 |
| 2014-2015  | N.O. Pelicans      | 40    | 37  | 32,6 | 44,6 | 37,8 | 85,5 | 3,4 | 6,9 | 1,6 | 0,6 | 14,8 |
| 2015-2016  | N.O. Pelicans      | 65    | 23  | 28,2 | 43,9 | 33,6 | 84,3 | 3,0 | 6,0 | 1,4 | 0,3 | 16,8 |
| 2016-2017  | N.O. Pelicans      | 67    | 61  | 32,7 | 45,3 | 35,6 | 70,8 | 3,9 | 7,3 | 1,5 | 0,6 | 15,4 |
| 2017-2018  | N.O. Pelicans      | 81    | 81  | 36,1 | 49,4 | 33,7 | 78,6 | 4,5 | 6,0 | 1,5 | 0,8 | 19,0 |
| 2018-2019  | N.O. Pelicans      | 67    | 67  | 35,9 | 47,2 | 32,5 | 76,8 | 5,0 | 7,7 | 1,6 | 0,8 | 21,2 |
| 2019-2020  | N.O. Pelicans      | 61    | 61  | 34,7 | 45,5 | 35,3 | 70,9 | 4,8 | 6,7 | 1,6 | 0,8 | 19,1 |
| 2020-2021† | Milwaukee Bucks    | 59    | 56  | 32,3 | 50,3 | 39,2 | 78,7 | 4,5 | 6,1 | 1,6 | 0,6 | 17,7 |
| 2021-2022  | Milwaukee Bucks    | 67    | 64  | 32,9 | 50,1 | 41,1 | 76,1 | 4,5 | 6,8 | 1,6 | 0,4 | 18,3 |
| 2022-2023  | Milwaukee Bucks    | 67    | 65  | 32,6 | 47,9 | 38,4 | 85,9 | 5,1 | 7,4 | 1,2 | 0,4 | 19,3 |
| 2023-2024† | Boston Celtics     | 69    | 69  | 32,8 | 48,0 | 42,9 | 83,3 | 5,4 | 4,8 | 0,9 | 0,8 | 12,5 |
| 2024-2025  | Boston Celtics     | 62    | 62  | 30,6 | 44,3 | 35,3 | 90,9 | 4,3 | 3,9 | 1,1 | 0,4 | 11,1 |
| Carriera   | Carriera           | 1.037 | 956 | 32,9 | 46,2 | 37,0 | 78,8 | 4,2 | 6,2 | 1,4 | 0,5 | 15,8 |
| All-Star   | All-Star           | 2     | 0   | 12,2 | 44,4 | 20,0 | -    | 1,0 | 1,5 | 1,0 | 0,0 | 4,5  |

#### Play-off
| Anno     | Squadra            | PG | PT | MP   | TC%  | 3P%  | TL%  | RP  | AP  | PRP | SP  | PP   |
| -------- | ------------------ | -- | -- | ---- | ---- | ---- | ---- | --- | --- | --- | --- | ---- |
| 2011     | Philadelphia 76ers | 5  | 5  | 37,6 | 41,4 | 52,4 | 80,0 | 3,8 | 5,6 | 2,0 | 0,4 | 14,2 |
| 2012     | Philadelphia 76ers | 13 | 13 | 38,0 | 41,3 | 40,8 | 86,4 | 4,7 | 5,2 | 1,5 | 0,6 | 15,8 |
| 2015     | N.O. Pelicans      | 3  | 0  | 18,3 | 36,8 | 25,0 | 100  | 1,0 | 4,3 | 0,7 | 0,3 | 6,3  |
| 2018     | N.O. Pelicans      | 9  | 9  | 38,7 | 51,8 | 32,0 | 70,0 | 5,7 | 6,3 | 1,1 | 0,6 | 23,7 |
| 2021†    | Milwaukee Bucks    | 23 | 23 | 39,7 | 40,6 | 30,3 | 71,4 | 5,7 | 8,7 | 1,7 | 0,4 | 17,3 |
| 2022     | Milwaukee Bucks    | 12 | 12 | 38,6 | 37,9 | 31,6 | 83,9 | 5,6 | 6,5 | 1,8 | 0,6 | 19,1 |
| 2023     | Milwaukee Bucks    | 5  | 5  | 38,2 | 40,0 | 28,6 | 69,2 | 6,6 | 8,0 | 1,0 | 0,4 | 17,8 |
| 2024†    | Boston Celtics     | 19 | 19 | 37,9 | 50,3 | 40,2 | 95,5 | 6,1 | 4,4 | 1,1 | 0,6 | 13,2 |
| 2025     | Boston Celtics     | 8  | 8  | 33,0 | 48,3 | 34,6 | 69,2 | 4,1 | 4,0 | 0,9 | 0,1 | 9,5  |
| Carriera | Carriera           | 78 | 75 | 37,5 | 43,2 | 34,4 | 78,9 | 5,3 | 6,2 | 1,4 | 0,5 | 16,0 |

#### Massimi in carriera
- Massimo di punti: 51 vs Indiana Pacers (29 marzo 2023)[18]
- Massimo di rimbalzi: 13 vs Charlotte Hornets (31 gennaio 2023)
- Massimo di assist: 17 vs Los Angeles Clippers (6 marzo 2018)
- Massimo di palle recuperate: 7 vs Atlanta Hawks (26 marzo 2010)
- Massimo di stoppate: 6 vs Houston Rockets (29 gennaio 2019)
- Massimo di minuti giocati: 49 vs Chicago Bulls (2 dicembre 2013)

### Cronologia presenze e punti in Nazionale
| Cronologia completa delle presenze e dei punti in Nazionale - Stati Uniti | Cronologia completa delle presenze e dei punti in Nazionale - Stati Uniti | Cronologia completa delle presenze e dei punti in Nazionale - Stati Uniti | Cronologia completa delle presenze e dei punti in Nazionale - Stati Uniti | Cronologia completa delle presenze e dei punti in Nazionale - Stati Uniti | Cronologia completa delle presenze e dei punti in Nazionale - Stati Uniti | Cronologia completa delle presenze e dei punti in Nazionale - Stati Uniti | Cronologia completa delle presenze e dei punti in Nazionale - Stati Uniti |
| Data                                                                      | Città                                                                     | In casa                                                                   | Risultato                                                                 | Ospiti                                                                    | Competizione                                                              | Punti                                                                     | Note                                                                      |
| ------------------------------------------------------------------------- | ------------------------------------------------------------------------- | ------------------------------------------------------------------------- | ------------------------------------------------------------------------- | ------------------------------------------------------------------------- | ------------------------------------------------------------------------- | ------------------------------------------------------------------------- | ------------------------------------------------------------------------- |
| 25-7-2021                                                                 | Saitama                                                                   | Francia                                                                   | 83 - 76                                                                   | Stati Uniti                                                               | Olimpiadi 2020 - 1º turno                                                 | 18                                                                        | [ 19 ]                                                                    |
| 28-7-2021                                                                 | Saitama                                                                   | Stati Uniti                                                               | 120 - 66                                                                  | Iran                                                                      | Olimpiadi 2020 - 1º turno                                                 | 8                                                                         | [ 20 ]                                                                    |
| 31-7-2021                                                                 | Saitama                                                                   | Stati Uniti                                                               | 119 - 84                                                                  | Rep. Ceca                                                                 | Olimpiadi 2020 - 1º turno                                                 | 11                                                                        | [ 21 ]                                                                    |
| 3-8-2021                                                                  | Saitama                                                                   | Spagna                                                                    | 81 - 95                                                                   | Stati Uniti                                                               | Olimpiadi 2020 - Quarti di finale                                         | 12                                                                        | [ 22 ]                                                                    |
| 5-8-2021                                                                  | Saitama                                                                   | Stati Uniti                                                               | 97 - 78                                                                   | Australia                                                                 | Olimpiadi 2020 - Semifinale                                               | 11                                                                        | [ 23 ]                                                                    |
| 7-8-2021                                                                  | Saitama                                                                   | Francia                                                                   | 82 - 87                                                                   | Stati Uniti                                                               | Olimpiadi 2020 - Finale                                                   | 11                                                                        | [ 24 ]                                                                    |
| Totale                                                                    |                                                                           | Presenze                                                                  | 6                                                                         |                                                                           | Punti                                                                     | 71                                                                        |                                                                           |

## Palmarès

### Squadra
- Campionato NBA: 2

Milwaukee Bucks: 2021
Boston Celtics: 2024

### Individuale
- NBA All-Star Game: 2

2013, 2023
- NBA All-Defensive Team: 6

First Team: 2018, 2021, 2023
Second Team: 2019, 2022, 2024
- 3x NBA Teammate of the Year (2020, 2022, 2023)
- NBA Sportsmanship Award (2021, 2025)
- Trentaquattresimo per numero di assist di sempre NBA
- 1x Tenacious D-Fensive Player of the year award (2024)

### Nazionale
- Oro olimpico: 2

Tokyo 2020 Parigi 2024

### College
- Pac-10 All-Freshman Team (2009)

### High school
- McDonald's All-American Game (2008)
- Gatorade Player of the Year (2008)
- California Mr. Basketball (2008)
- First-team Parade All-American (2008)
- Third-team Parade All-American (2007)

## Stipendio
| Stagione | Squadra            | Salario     |
| -------- | ------------------ | ----------- |
| 2009-10  | Philadelphia 76ers | $1,514,280  |
| 2010-11  | Philadelphia 76ers | $1,627,920  |
| 2011-12  | Philadelphia 76ers | $1,741,440  |
| 2012-13  | Philadelphia 76ers | $2,674,852  |
| 2013-14  | N.O. Pelicans      | $9,213,484  |
| 2014-15  | N.O. Pelicans      | $9,904,495  |
| 2015-16  | N.O. Pelicans      | $10,595,507 |
| 2016-17  | N.O. Pelicans      | $11,286,518 |
| 2017-18  | N.O. Pelicans      | $25,686,667 |
| 2018-19  | N.O. Pelicans      | $25,976,111 |
| 2019-20  | N.O. Pelicans      | $25,111,111 |
| 2020-21  | Milwaukee Bucks    | $25,111,111 |
| 2021-22  | Milwaukee Bucks    | $30,133,333 |